# Camptocladius tetrasema
Camptocladius tetrasema är en tvåvingeart som först beskrevs av Jean-Jacques Kieffer 1921.  Camptocladius tetrasema ingår i släktet Camptocladius och familjen fjädermyggor.
Artens utbredningsområde är Frankrike. Inga underarter finns listade i Catalogue of Life.